# Список кардиналов, возведённых папой римским Луцием III

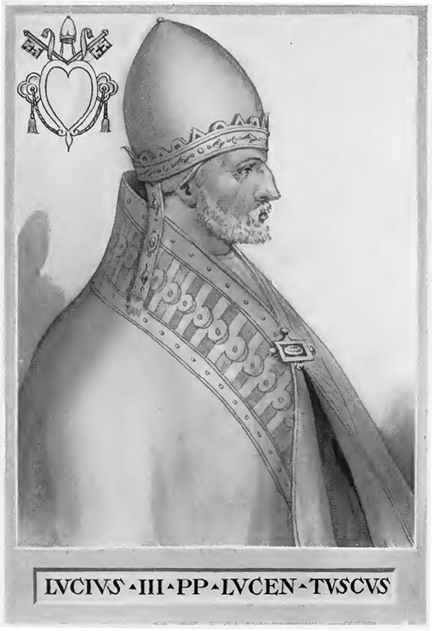
Папа Луций III

Кардиналы, возведённые Папой римским Луцием III — 17 прелатов, клириков и мирян были возведены в сан кардинала на четырёх Консистории за четырёхлетний понтификат Луция III.

## Консистория от декабря 1181 года
- Педро де Кардона, архиепископ Толедо (кардинал-священник церкви Сан-Лоренцо-ин-Дамазо).

## Консистория от начала 1182 года
- Уберто Аллючиньоли, племянник Его Святейшества (кардинал-священник церкви Сан-Лоренцо-ин-Дамазо);
- Уго Этериано (кардинал-дьякон с титулярной диаконией Сант-Анджело-ин-Пескерия).

## Консистория от середины 1182 года
- Романо Бобоне (кардинал-дьякон с титулярной диаконией Сант-Анджело-ин-Пескерия);
- Оттавиано ди Паоли граф ди Сеньи (кардинал-дьякон с титулярной диаконией Санти-Серджо-э-Бакко);
- Герардо Аллючиньоли (кардинал-дьякон с титулярной диаконией Сант-Адриано);
- Соффредо Эррико Гаэтани (кардинал-дьякон с титулярной диаконией Санта-Мария-ин-Виа-Лата);
- Альбино, Can. Reg. de S. Maria di Crescenziano (кардинал-дьякон с титулярной диаконией Санта-Мария-Нуова).

## Консистория от декабря 1182 года
- Пандольфо Маска (кардинал-священник церкви Санти-XII-Апостоли).

## Консистория от 6 марта 1185 года
- Мелиор (кардинал-священник церкви Санти-Джованни-э-Паоло);
- Аделардо Каттанео, каноник кафедрального капитула Вероны (кардинал-священник церкви Сан-Марчелло);
- Раньеро (титулярная церковь неизвестна);
- Симеоне Пальтиньери (титулярная церковь неизвестна);
- Джованни (кардинал-священник церкви Сан-Марко в 1186 году);
- Роландо, O.S.B., епископ Доля (кардинал-дьякон с титулярной диаконией Санта-Мария-ин-Портико-Октавиа);
- Пьетро Диана, провост Святого Антонино, в Пьяченце (кардинал-дьякон с титулярной диаконией Сан-Никола-ин-Карчере);
- Ридольфо Нигелли (кардинал-дьякон с титулярной диаконией Сан-Джорджо-ин-Велабро).